# 河野文昭
河野文昭（こうの ふみあき、1956年9月5日 - ）は、日本のチェロ奏者。東京芸術大学名誉教授。

## 経歴
北海道小樽市生まれ。1972年、兵庫県立神戸高等学校入学と同時にチェロを始め、竹内良治に師事。1975年京都市立芸術大学音楽学部にて黒沼俊夫に師事。1979年、京都音楽協会賞と安部賞を受賞。1982年文化庁在外派遣研修、米国ロサンゼルス留学、ガボール・ライトーに師事。
1992年大阪府文化祭賞と藤堂顕一郎音楽賞を受賞。東京芸術大学音楽学部助教授、2007年東京芸術大学音楽学部教授。2009年〜 岡山潔弦楽四重奏団に参加。年間2回の定期公演を行う。